# Nicole Fiorentino
Nicole Fiorentino, född 8 april 1979 i Ludlow, Massachusetts, är en amerikansk basist, mest känd som medlem i rockgruppen The Smashing Pumpkins mellan 2010 och 2014. Hon har medverkat på albumen Teargarden by Kaleidyscope och Oceania.
Fiorentino har tidigare uppträtt som livemusiker med flera lokala Los Angeles-band samt Brody Dalles projekt Spinnerette. Hon var basist i grungebandet Veruca Salt mellan 2005 och 2008. Vid sidan av The Smashing Pumpkins är hon sedan 2010 även aktiv med sitt eget band, The Cold and Lovely.

## Musikkarriär

### Tidiga projekt
Nicole Fiorentino började sin musikkarriär omkring år 2000 som livebasist i olika lokala Los Angeles-band, däribland Light FM, Twilight Sleep och Radio Vago. Med Radio Vago bidrog hon även till studioinspelningar för albumen Black and White Photo Enterprise (2002) och Radio Vago (2006).

### Veruca Salt

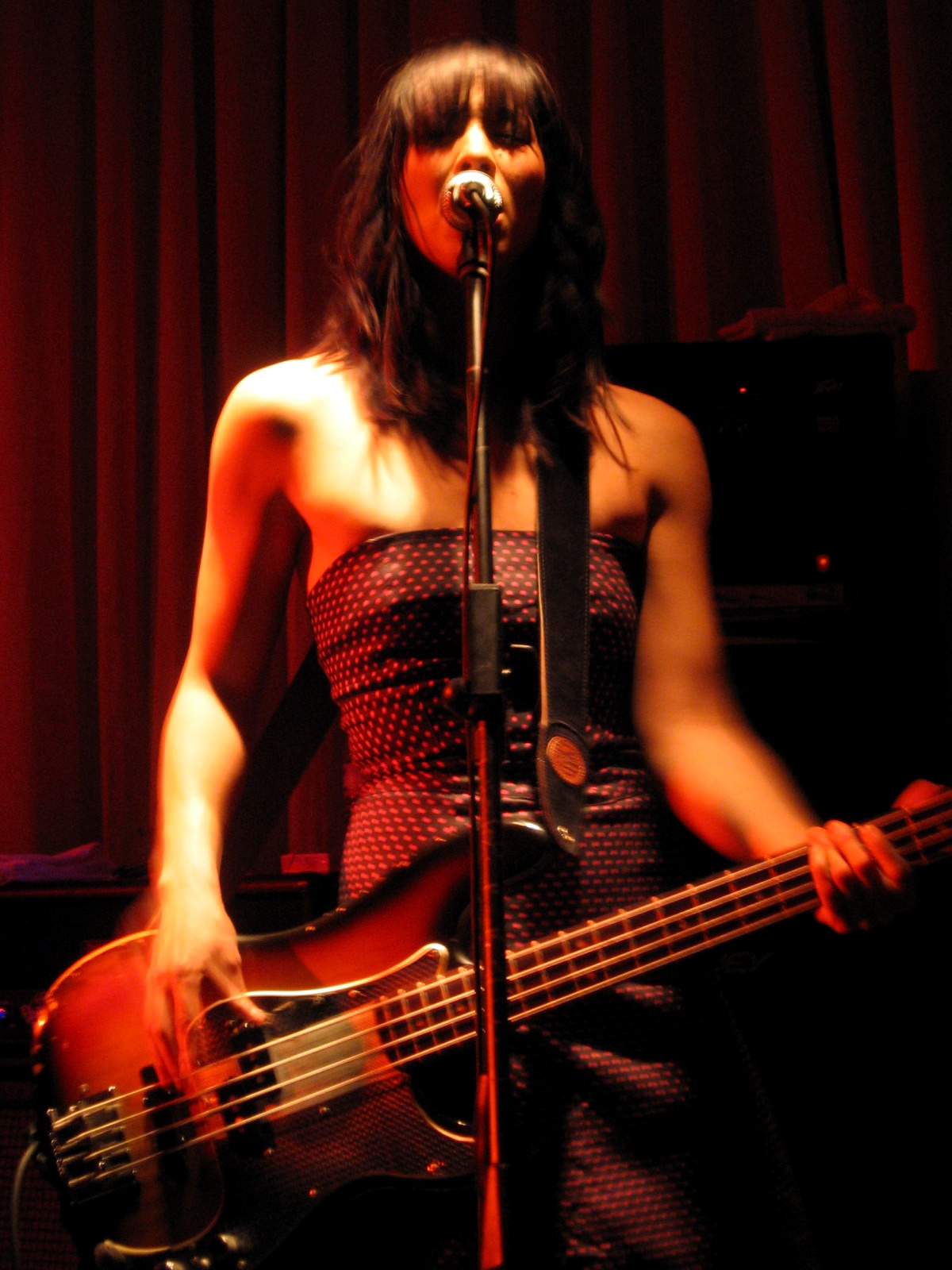
Fiorentino som medlem i Veruca Salt, ca 2005

I samband med den efterföljande turnén för rockgruppen Veruca Salts EP Lords of Sounds and Lesser Things (2004) var Fiorentino tillgänglig som inhoppare och rekryterades som officiell medlem 2005, då hon ersatte Solomon Snyder. Hon medverkade därefter på albumet IV som släpptes i september 2006. Bandet kom sedan att bli alltmer inaktivt och Fiorentino sade upp sin roll under 2008. Hennes sista inspelning med bandet var en cover på "Burned" av Neil Young till ett hyllningsalbum där kvinnliga artister tolkade Neil Young, Cinnamon Girl: Women Artists Cover Neil Young (2008).

### The Smashing Pumpkins
De följande åren, 2008–09, uppträdde Fiorentino som livemusiker i punksångerskan Brody Dalles nybildade projekt Spinnerette innan hon började spela på The Smashing Pumpkins shower som ersättare för Ginger Pooley och Mark Tulin. I maj 2010 blev hon permanent basist i The Smashing Pumpkins och har sedan dess spelat bas på albumen Teargarden by Kaleidyscope (vol. 3, 2011) samt Oceania (2012).
Den 26 juni 2014 tillkännagav Fiorentino att hon inte varit med under inspelningsprocessen av bandets kommande album, Monuments to an Elegy, men att hon fortfarande eventuellt kommer att turnera med bandet nästa år.

### The Cold and Lovely
2010 bildade hon även duon The Cold and Lovely tillsammans med Meghan Toohey. De släppte den 24 april 2012 singeln "Not with Me", följd av ett självbetitlat album den 5 juni. I maj 2013 tillkännagav de arbetet bakom en ny EP som släpptes den 24 september samma år under namnet Ellis Bell.

## Ryktet kringSiamese Dream-barnen
I ett inlägg på The Smashing Pumpkins officiella Facebook-sida den 17 februari 2011 hävdade Fiorentino att hon var en av flickorna på omslaget till The Smashing Pumpkins album Siamese Dream. Även om det av många fans tolkades som ett skämt menade flera nyhetskällor att det var ett genuint påstående. Rolling Stone anade att frontfiguren Billy Corgan hade utfört ett Twitter-skämt. Paul Friemel, tidigare webmaster för bandets hemsida, påstod senare att båda omslagsflickorna hade lokaliserats under 2007 och att ingen av dem var Fiorentino.

## Elbasar och förstärkare
Fender Musical Instruments Corporations webbplats listar American Deluxe Precision-basar utrustade med Custom Shop '60s Jazz Bass-pickuper som en del av Fiorentinos utrustning. Dock menar hon i en intervju med MusicRadar från 2012 att hon numera helt gått över till Jazz-basar; att det passar hennes stil bättre och ger en varmare ton. Bland hennes förstärkare finns en Reeves 400 samt en Mesa/Boogie Big Block Titan-topp ihop med en Mesa/Boogie 8x10 högtalarlåda. Denna uppsättning använder hon både live och i studion.

## Diskografi
Radio Vago
- 2002: Black and White Photo Enterprise
- 2006: Radio Vago

Veruca Salt
- 2006: IV

The Smashing Pumpkins
- 2011: Teargarden by Kaleidyscope (vol. 3)
- 2012: Oceania

The Cold and Lovely
- 2012: The Cold and Lovely

1. "Paper and Gun" – 3:30
2. "Mad Mans Dreams" – 3:04
3. "Not with Me" – 3:28
4. "Teeth" – 3:42
5. "Stone By the Sea" – 3:25
6. "Oh, My Love" – 3:22
7. "Who" – 4:53
8. "Movies" – 2:40
9. "Your Black Heart" – 3:37
10. "Tonight (Come Home to Me)" – 4:40
11. "Kiss All the Stars" – 4:26

- 2013: Ellis Bell (EP)

1. "Doll" – 3:47
2. "Bring It" – 2:53
3. "Ellis Bell" – 3:40
4. "Red Eye" – 4:28
5. "Blue in Green Again" – 3:22
6. "Repetition" – 3:39

Källa